# لیسکوواته
لیسکوواته (به لاتین: Liskowate) یک روستا در لهستان است که در گمینا اوستژکی دولنه واقع شده‌است.